# Целинный сельский совет
Целинный сельский совет (укр. Цілинна сільська рада, крымскотат. Qırq İşün  köy şurası)) — согласно законодательству Украины — административно-территориальная единица в Джанкойском районе Автономной Республики Крым, расположенная в северной части района, в степной зоне полуострова, на побережье Сиваша. Население по переписи 2001 года — 1918 человек, площадь — 29,2 км².
К 2014 году сельсовет состоял из 3 сёл:
- Целинное
- Колоски
- Томашевка

## История
Время образования Целинного сельсовета пока точно не установлено, на 15 июня 1960 года он уже существовал и в его составе числились следующие населённые пункты:

| - Артезианка - Бакланово - Володино - Выпасное - Герои Сиваша - Днестровка - Заячье | - Зелёный Гай - Знойное - Колоски - Кречетово - Куликовка - Лебединое - Лиманка | - Лисьевка - Луговое - Мартыновский - Озёрное - Отдалённое - Покосы | - Ровное - Рюмшино - Сенокосное - Томашевка - Ударное - Целинное - Яснополянское |

К 1 января 1968 были упразднены Артезианка, Герои Сиваша, Заячье, Зелёный Гай, Знойное, Куликовка, Лебединое, Лиманка, Лисьевка, Луговое, Мартыновский, Озёрное, Отдалённое и Покосы, к 1 июля 1968 года — Бакланово и Ровное. В 1975 году был образован Яснополянский сельский совет, куда отошли Володино, Рюмшино и Яснополянское. К 1977 году ликвидированы Клин и Кречетово 1 октября 1979 года создан Пахаревский сельский совет, в который передали Выпасное. Между 1 июня 1977 года (на эту дату селения ещё числилось в составе Целинного сельсовета)и 1985 годом (в перечнях административно-территориальных изменений после этой даты не упоминаются) упразднены Днестровка и Сенокосное и совет обрёл современный состав. С 12 февраля 1991 года сельсовет в восстановленной Крымской АССР, 26 февраля 1992 года переименованной в Автономную Республику Крым. С 21 марта 2014 года — аннексирован Россией. Законом «Об установлении границ муниципальных образований и статусе муниципальных образований в Республике Крым» от 4 июня 2014 года территория административной единицы была объявлена муниципальным образованием со статусом сельского поселения.